# Ostrów Południowy
Ostrów Południowy (białorus. Востраў Паўднёвы) – wieś w Polsce położona w województwie podlaskim, w powiecie sokólskim, w gminie Krynki.
Wierni kościoła rzymskokatolickiego należą do parafii św. Anny w Krynkach.

## Nazwa miejscowości
Oficjalna nazwa: Ostrów Południowy, dop. Ostrowu Południowego, przym. ostrowski. Nazwa potoczna: Pałudniowaja Wostrawo, dop. Pałudniowaho Wostrawa, przym. astrauski (głoski akcentowane podkreślono). Mapa z 1911 r. także odnotowuje nazwę w rodzaju nijakim: Ostrowo, zatem słownikowa forma białoruska Востраў Паўднёвы, w rodzaju męskim, najprawdopodobniej jest "kalką" zapisów w polskich dokumentach (na co zresztą wskazuje również umieszczenie przymiotnika za rzeczownikiem). 

## Historia
Według Pierwszego Powszechnego Spisu Ludności Ostrów Południowy w 1921 roku liczył 74 domy i 341 mieszkańców (164 kobiety i 177 mężczyzn). Większość mieszkańców wsi, w liczbie 226 osób, zadeklarowała wówczas wyznanie prawosławne, pozostali podali kolejno: wyznanie rzymskokatolickie (109 osób) oraz  wyznanie mojżeszowe (6 osób). Podział religijny mieszkańców Ostrowu Południowego pokrywał się z ich strukturą narodowo-etniczną, bowiem większość mieszkańców miejscowości, podobnie jak wyznanie prawosławne, zadeklarowała narodowość białoruską (226 osób). Reszta zgłosiła kolejno: narodowość polską (109 osób) oraz narodowość żydowską (6 osób). W omawianym okresie, miejscowość znajdowała się w gminie Szudziałowo.
W latach 1954–1959 wieś była siedzibą gromady Ostrów Południowy, po jej zniesieniu w gromadzie Górany.W latach 1975–1998 miejscowość administracyjnie należała do województwa białostockiego.
W 1980 r. w Ostrowie Południowym dokonano badań dialektologiczno-językowych pod kierunkiem Janusza Siatkowskiego, w ramach których odnotowano, że podstawowym środkiem porozumiewania się mieszkańców między sobą jest gwara białoruska, będąca językiem historycznego  Wielkiego Księstwa Litewskiego.
W 2021 r. ukazała się książka pt. „Echa ostoi utraconej” - wielka historia małej wsi,  jednej z najstarszych miejscowości Sokólszczyzny (zaprezentowanej w filmie dokumentalnym  Beaty Hyży-Czołpińskiej z cyklu „Świadkowie historii",  wyemitowanym na antenie TVP3 Białystok na przełomie marca i kwietnia 2021 r.)  - ze wspomnieniami byłego mieszkańca Ostrowa Południowego Eugeniusza Czyżewskiego, suplementem historycznym i słownikiem charakterystycznych wyrazów języka prostego autorstwa Jerzego Chmielewskiego, redaktora i wydawcy, realizatora projektu „Latopis Ostrowa Wielkiego i ziemi kryńskiej".

## Zabytki
- Prawosławna cerkiew cmentarna pod wezwaniem św. Włodzimierza (należąca do parafii Zaśnięcia Przenajświętszej Bogurodzicy w Ostrowie Północnym), 1907, nr rej.:A-182 z 4.02.2008[18].

## Inne
Prawosławni mieszkańcy należą do parafii w Ostrowie Północnym a katoliccy mieszkańcy do parafii w Krynkach.